# كريستال تين
كريستال تين (بالصينية: 田蕊妮) هي مغنية وممثلة صينية، ولدت في 28 سبتمبر 1977 في هونغ كونغ البريطانية.

## وصلات خارجية
- كريستال تين على موقع IMDb (الإنجليزية)
- كريستال تين على موقع ميوزك برينز (الإنجليزية)
- كريستال تين على موقع قاعدة بيانات الفيلم (الإنجليزية)